# 林中怪人2
《林中怪人2》（英語：Creep 2）是一部2017年美國尋獲佚失心理恐怖電影，由派屈克·布萊斯執導，布萊斯和馬克·杜普拉斯編劇，是布萊斯2014年電影《林中怪人》的續集，該電影也是由杜普拉斯和布萊斯編劇的。杜普拉斯在这一部電影中再次扮演連環殺手，诱杀毫無戒心的攝像師，戴絲瑞·阿卡文飾演他的犯罪目標。
本片於2017年10月6日在錫切斯電影節上進行了全球首映，並於2017年10月24日由果園發行。與其前作一樣，《林中怪人2》也廣受好評，主要讚揚影片的劇本、氛圍、黑色幽默和主角的表演。
布萊斯證實第三部電影正在製作中。

## 剧情
一個罪行累累的連環殺手，化名前一個受害者的名字“阿龙”，發現自己對他的殺戮感到不滿並經歷了中年危機。當他最新的攝像師廣告引誘YouTuber萨拉到他偏遠的小屋時，阿龙改變了他的方法，承認他是一個連環殺手，如果她錄製一部關於他生活的紀錄片，他將讓萨拉在接下來的24小時內活著。萨拉懷疑他的承認，同意拍攝阿龙，希望該影片能夠提升她制作的關於古怪克雷格列表客戶的网络节目的点阅数。
在一天的過程中，阿龙努力恐嚇萨拉，而萨拉則都不以为意。當萨拉繼續懷疑阿龙是連環殺手時，阿龙告訴她他打算讓她殺了他來結束這部紀錄片。他最終通過假自殺成功嚇壞了薩拉，她差点被气得離開。然而，在阿龙透露他的生命其实沒有危險後，她聽着阿龙分享關於他自己的私密細節，最終兩人接吻。
阿龙把萨拉帶到外面宣布紀錄片將以他們一起自殺結束。萨拉看到阿龙刺向自己的腹部，試圖逃跑，但阿龙刺傷了她，並將她拖進了他挖的一個墳墓裡。當阿龙結束獨白時，萨拉從墳墓裡爬了出來，用鏟子砸向他的後腦勺，然後逃跑了。
之後，一個身份不明的人在公共場合偷拍薩拉，他吹著曾在阿龙影片中聽到的曲調。當薩拉注意到有人在拍攝她時，鏡頭突然切掉，影片结束。

## 演员
- 馬克·杜普拉斯 饰 阿龙
- 戴絲瑞·阿卡文（英语：Desiree Akhavan） 饰 萨拉
- 卡蘭·索尼 饰 戴夫

此外，凯尔·菲尔德、凱維·扎赫迪和杰夫·曼饰演了韦德、兰迪和亚历克斯，他們是萨拉的網絡节目中的主角。導演派屈克·布萊斯在引用第一部電影的画面中再次出演阿龙（在演職員表中稱為“老阿龙”）。

## 制作
2014年3月，杜普拉斯宣布計劃將這部電影製作成三部曲，由RADiUS-TWC製作和發行，並在當年晚些時候开始製作。2015年2月，杜普拉斯表示由於日程安排問題尚未開始製作。2016年8月，杜普拉斯開始為影片試穿服裝。同月，布萊斯確認續集正在推進中。

### 拍摄
影片的主体拍摄於2016年9月開始。

### 音乐
朱利安·華斯為《林中怪人2》創作了配樂。片尾字幕中播放的歌曲是秀秀的《洛杉磯植物園》（Botanica de Los Angeles），收錄於他們的專輯《天使的胆量之红色闪光》。

## 发行
本片於2017年10月6日在錫切斯電影節上進行了全球首映。這部電影於2017年10月24日通過隨選視訊发行。本片於2017年12月23日通過Netflix发行。

### 反响
在汇总媒体網站爛番茄上，基於26條評論，這部電影的支持率為100%，平均評分為7.6/10。該網站的共識是，“《林中怪人2》擁有原作的一切，甚至更多——更多的笑聲、更多的尷尬、更多令人不安的恐怖。”在Metacritic上，根據5位評論家的評論，這部電影的評分為75分（滿分100分）“普遍好評”。
《荷里活報道》的約翰·迪福爾寫道：“續集會給原作的所有影迷留下深刻印象。它比最近上映的大多數低成本驚悚片更新鮮。”Nightmare on Film Street的金伯利·伊麗莎白稱這部電影“催眠般令人不安”，給這部電影4分的評分（滿分4分）。JoBlo.com的邁克·斯普拉格說這部電影“與原作一樣令人不安和有趣”，並給予8分（滿分10分）。

### 续集
2017年，布萊斯確認正在開發名為《林中怪人3》的第三部電影，布萊斯和杜普拉斯將分別擔任導演和主演。